# Cepheidae
Cepheidae Agassiz, 1862 è una famiglia di scifomeduse dell'ordine Rhizostomeae.

## Tassonomia
Comprende i seguenti generi:
- Cephea Péron & Lesueur, 1809
- Cotylorhiza Agassiz, 1862
- Marivagia Galil & Gershwin, 2010
- Netrostoma Schultze, 1898
- Polyrhiza Agassiz, 1862